# Hipocorreção
Hipocorreção é um fenômeno linguístico que envolve a adição proposital de gírias em uma tentativa de parecer menos inteligível ou suavizar a descrição. Contrasta com hesitação e modulação, porque, ao invés de não ter as palavras certas para dizer ou escolher evitá-las, o falante usa ultracorreção como estratégia.
Originalmente, a hipocorreção ou a pronúncia acentuada das palavras podem ter surgido devido às propriedades físicas envolvidas na produção do som (tais como aerodinâmica, anatomia, forma do trato vocal). No entanto, o uso intencional da hipocorreção, por exemplo, faz o sotaque do Sudeste dos EUA soar menos elitista. Maury-Rouan diz "...hesitações de mentirinha e linguagem coloquial podem funcionar como estratégias amigáveis (suavizadoras) etc.". Ao longo do tempo, devido às características físicas de produção da voz e sotaques afetados para não soar excessivamente sofisticados influenciam dialetos locais.
Outra estratégia, a hipocorreção (Maury-Rouan 1998) tem metas interativas similares, enquanto também funciona como um suavizador. A hipocorreção consiste em uma tentativa de tornar o discurso de alguém desajeitado, coloquial, ou até mesmo disfluente, quando apresentar ago inteligente ou inovar instruções ou idéias. Em geral, a hipocorreção permite ao falante, por abafar uma potencial e lisonjeira imagem de si, evitar soar pretensioso ou pedante, reduzindo assim o risco de ameaça para o destinatário.